# Frederic Conant
Frederic Warren „Ted” Conant (ur. 8 lutego 1892 w Santa Barbara, zm. 24 marca 1974 w Hollywood) – amerykański żeglarz sportowy, medalista olimpijski.
Podczas letnich igrzysk olimpijskich w Los Angeles (1932) zdobył, wspólnie z Robertem Carlsonem, Temple’em Ashbrookiem, Donaldem Douglasem i Charlesem Smithem, srebrny medal w żeglarskiej klasie 6 metrów.
Frederic Conant dowodził jachtem Gallant, który sześciokrotnie zajął drugie miejsca za szwedzką łodzią Bissbi w każdym z wyścigów klasy 6 metrów podczas regat olimpijskich w 1932. Karierę zawodową rozpoczął w firmie McDonnell Douglas. Następnie awansował w przedsiębiorstwie na stanowisko starszego wiceprezesa i wiceprezesa, a podczas II wojny światowej był odpowiedzialny za błyskawiczną rozbudowę tej lotniczej wytwórni, która umożliwiła wyprodukowanie 30 tysięcy samolotów na potrzeby wojenne.